# ステート・フェア

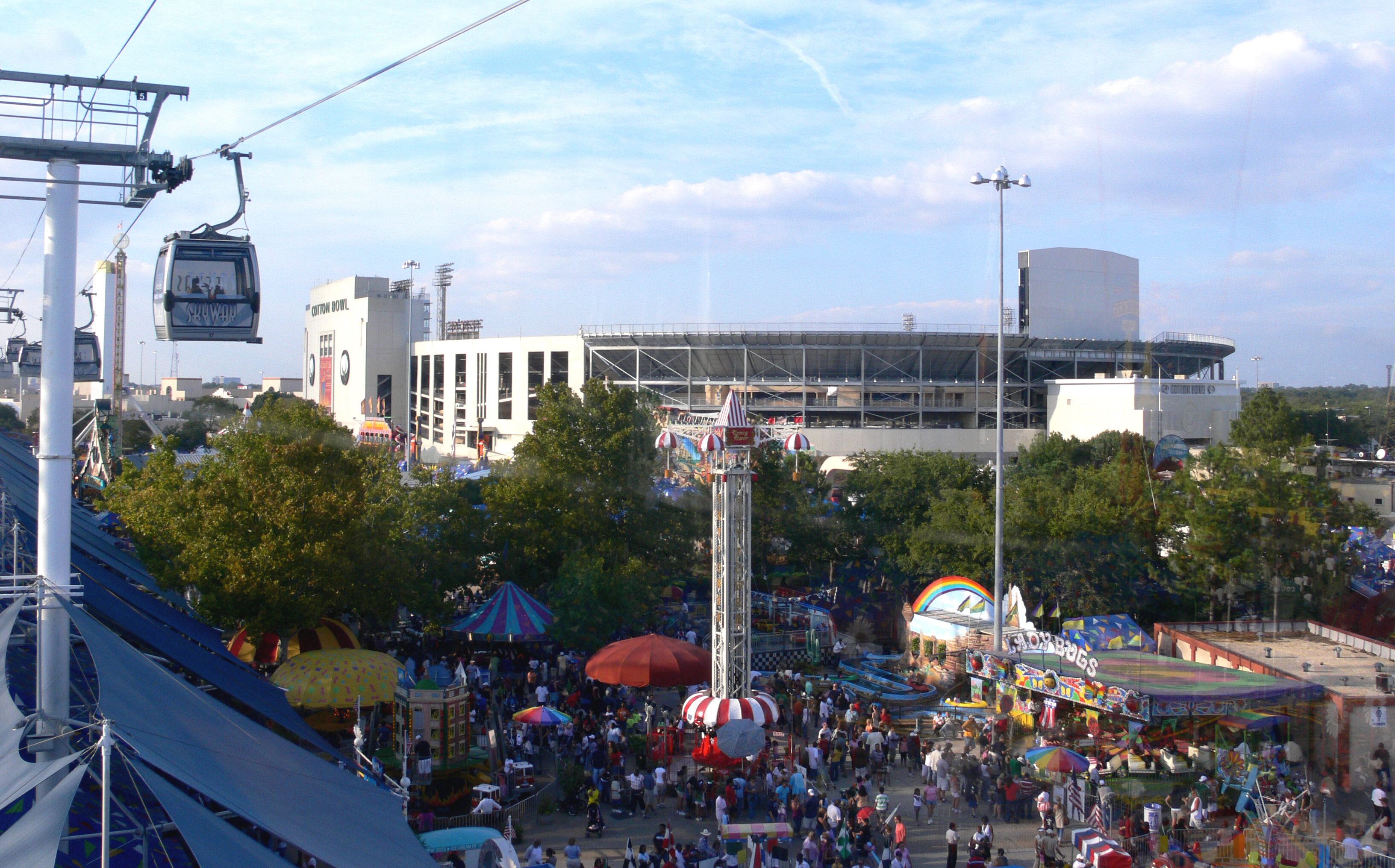
全米最大のステート・フェア、ステート・フェア・オブ・テキサス。奥のスタジアムはコットン・ボウル。

ステート・フェア（state fair）は、アメリカ合衆国各州において、各種の競技会やレクリエーションを含むイベント。たいていは晩夏か初秋に行われる。
ステート・フェアは19世紀に、家畜の品評会や農産品の展示会を通じて、州の農業を促進するために始まった。やがて20世紀に全米的な工業化が、そして21世紀に入ってサービス経済化が進むと、ステート・フェアは各種の遊具を設置したり、工業製品を展示したり、自動車のレースを行ったり、コンサートなどの娯楽的な催し物を行ったりと多様化してきた。
全米最初のステート・フェアは、1818年に始まった、メイン州中部の町スカウヒーガンで開かれるスカウヒーガン・ステート・フェアである。古くに始まったステート・フェアの1つに、1849年に始まった、デトロイトで開かれていた（旧）ミシガン・ステート・フェアがあったが、2009年に州政府の予算削減により、その160年の歴史に幕を閉じた。
規模の大きいものでは、ステート・フェアは1-2週間にわたって開催され、その会期中の来場者数は100万人を超える。全米最大のステート・フェアは、ダラスのフェア・パークで開催されるステート・フェア・オブ・テキサスで、会期中の来場者数は250-350万人にのぼる。

## ステート・フェアの一覧
以下にアメリカ合衆国内で開催されているステート・フェアの一覧を示す。
| 州/地域              | 名称                                                 | 開催地                                         | 公式サイト                                                         |
| -------------------- | ---------------------------------------------------- | ---------------------------------------------- | ------------------------------------------------------------------ |
| アイオワ州           | アイオワ・ステート・フェア                           | デモイン                                       | http://www.iowastatefair.org/                                      |
| アイダホ州           | ウェスタン・アイダホ・フェア                         | ボイシ                                         | https://sharemyfair.com/                                           |
| アイダホ州           | イースタン・アイダホ・ステート・フェア               | ブラックフット                                 | https://funatthefair.com/                                          |
| アイダホ州           | ノース・アイダホ・ステート・フェア                   | コーダリーン                                   | http://www.northidahostatefair.com/                                |
| アーカンソー州       | アーカンソー・ステート・フェア                       | リトルロック                                   | http://www.arkansasstatefair.com/                                  |
| アーカンソー州       | アーカンソー・オクラホマ・ステート・フェア           | フォートスミス                                 | http://www.arkansasoklahomafair.com/                               |
| アラバマ州           | アラバマ・ナショナル・フェア                         | モントゴメリー                                 | http://www.alnationalfair.org/                                     |
| アラバマ州           | オーク・マウンテン・ステート・フェア                 | ペラム（バーミングハム都市圏）                 | http://www.oakmountainstatefair.com/                               |
| アラバマ州           | ノース・アラバマ・ステート・フェア                   | マッスルショールズ（フローレンス都市圏）       | http://www.northalabamastatefair.org/                              |
| アラスカ州           | アラスカ・ステート・フェア                           | パーマー（アンカレッジ都市圏）                 | http://www.alaskastatefair.org/site/                               |
| アラスカ州           | サウスイースト・アラスカ・ステート・フェア           | ヘインズ                                       | http://www.seakfair.org/                                           |
| アラスカ州           | タナナ・バレー・ステート・フェア                     | フェアバンクス                                 | http://www.tananavalleyfair.org/                                   |
| アリゾナ州           | アリゾナ・ステート・フェア                           | フェニックス                                   | https://azstatefair.com/                                           |
| アリゾナ州           | ナバホ・ネイション・フェア                           | ウィンドウロック                               | http://www.navajonationfair.navajo-nsn.gov/                        |
| イリノイ州           | イリノイ・ステート・フェア                           | スプリングフィールド                           | https://www.illinois.gov/StateFair/Pages/default.aspx              |
| イリノイ州           | ドゥコイン・ステート・フェア                         | ドゥコイン                                     | https://www.illinois.gov/sites/dsf/Pages/default.aspx              |
| インディアナ州       | インディアナ・ステート・フェア                       | インディアナポリス                             | http://www.indianastatefair.com/                                   |
| ウィスコンシン州     | ウィスコンシン・ステート・フェア                     | ウェストアリス（ミルウォーキー都市圏）         | http://wistatefair.com/fair/                                       |
| ウィスコンシン州     | セントラル・ウィスコンシン・ステート・フェア         | マーシュフィールド（ウォーソー都市圏）         | http://www.centralwisconsinstatefair.com/                          |
| ウィスコンシン州     | ノーザン・ウィスコンシン・ステート・フェア           | チッペワフォールズ（オークレア都市圏）         | http://www.nwsfa.com/                                              |
| ウェストバージニア州 | ステート・フェア・オブ・ウェストバージニア           | フェアリア                                     | http://statefairofwv.com/                                          |
| オクラホマ州         | オクラホマ・ステート・フェア                         | オクラホマシティ                               | http://www.okstatefair.com/                                        |
| オクラホマ州         | タルサ・ステート・フェア                             | タルサ                                         | http://www.tulsastatefair.com/                                     |
| オハイオ州           | オハイオ・ステート・フェア                           | コロンバス                                     | http://ohiostatefair.com/                                          |
| オレゴン州           | オレゴン・ステート・フェア                           | セーラム                                       | http://oregonstatefair.org/                                        |
| カリフォルニア州     | カリフォルニア・ステート・フェア                     | サクラメント                                   | http://www.castatefair.org/                                        |
| カリフォルニア州     | カリフォルニア・ミッド・ステート・フェア             | パソロブレス                                   | http://www.midstatefair.com/                                       |
| カンザス州           | カンザス・ステート・フェア                           | ハッチンソン                                   | https://kansasstatefair.com/                                       |
| ケンタッキー州       | ケンタッキー・ステート・フェア                       | ルイビル                                       | http://www.kystatefair.org/                                        |
| ケンタッキー州       | ウェスタン・ケンタッキー・ステート・フェア           | ホプキンスビル（クラークスビル都市圏）         | http://www.westernkystatefair.org/index.html                       |
| コロラド州           | コロラド・ステート・フェア・アンド・ロデオ           | プエブロ                                       | http://www.coloradostatefair.com/                                  |
| コロンビア特別区     | DCステート・フェア                                   | ワシントンD.C.                                 | https://dcstatefair.org/                                           |
| サウスカロライナ州   | サウスカロライナ・ステート・フェア                   | コロンビア                                     | https://www.scstatefair.org/                                       |
| サウスカロライナ州   | アッパー・サウスカロライナ・ステート・フェア         | イーズリー（グリーンビル都市圏）               | http://www.upperscstatefair.com/                                   |
| サウスカロライナ州   | ウェスタン・カロライナ・ステート・フェア             | エイキン（オーガスタ都市圏）                   | http://westerncarolinastatefair.com/                               |
| サウスダコタ州       | サウスダコタ・ステート・フェア                       | ヒューロン                                     | http://www.sdstatefair.com/                                        |
| ジョージア州         | ジョージア・ステート・フェア                         | ハンプトン（アトランタ都市圏）                 | http://www.georgiastatefair.org/                                   |
| ジョージア州         | ジョージア・カロライナ・ステート・フェア             | オーガスタ                                     | http://www.georgiacarolinastatefair.com/                           |
| ジョージア州         | ジョージア・ナショナル・フェア                       | ペリー（メイコン都市圏）                       | http://georgianationalfair.com/                                    |
| ジョージア州         | ノース・ジョージア・ステート・フェア                 | マリエッタ（アトランタ都市圏）                 | http://northgeorgiastatefair.com/                                  |
| テキサス州           | ステート・フェア・オブ・テキサス                     | ダラス                                         | http://bigtex.com/                                                 |
| テキサス州           | セントラル・テキサス・ステート・フェア               | ベルトン（キリーン・テンプル都市圏）           | http://centraltexasstatefair.com/                                  |
| テキサス州           | イースト・テキサス・ステート・フェア                 | タイラー                                       | http://www.etstatefair.com/                                        |
| テキサス州           | ウェスト・テキサス・フェア・アンド・ロデオ           | アビリーン                                     | http://www.taylorcountyexpocenter.com/events/west-texas-fair-rodeo |
| テキサス州           | サウス・テキサス・ステート・フェア                   | ボーモント                                     | http://www.ymbl.org/                                               |
| テキサス州           | ノース・テキサス・フェア・アンド・ロデオ             | デントン（ダラス・フォートワース都市圏）       | http://www.ntfair.com/                                             |
| テキサス州           | トライ・ステート・フェア・アンド・ロデオ             | アマリロ                                       | http://www.tristatefair.com/                                       |
| テネシー州           | テネシー・ステート・フェア                           | ナッシュビル                                   | http://tnstatefair.org/                                            |
| テネシー州           | デルタ・フェア・アンド・ミュージック・フェスティバル | メンフィス                                     | http://www.deltafest.com/                                          |
| テネシー州           | テネシー・バレー・フェア                             | ノックスビル                                   | http://www.tnvalleyfair.org/                                       |
| テネシー州           | ウェスト・テネシー・ステート・フェア                 | ジャクソン                                     | http://www.wtsfair.com/                                            |
| デラウェア州         | デラウェア・ステート・フェア                         | ハリントン（ドーバー都市圏）                   | http://www.delawarestatefair.com/                                  |
| ニュージャージー州   | ニュージャージー・ステート・フェア                   | オーガスタ（ニューヨーク都市圏）               | http://njstatefair.org/fair/                                       |
| ニュージャージー州   | ステート・フェア・メドウランズ                       | イーストラザフォード（ニューヨーク都市圏）     | http://njfair.com/                                                 |
| ニューハンプシャー州 | ホプキントン・ステート・フェア                       | コントゥークック（コンコード都市圏）           | http://www.hsfair.org/                                             |
| ニューメキシコ州     | ニューメキシコ・ステート・フェア                     | アルバカーキ                                   | http://statefair.exponm.com/                                       |
| ニューメキシコ州     | イースタン・ニューメキシコ・ステート・フェア         | ロズウェル                                     | http://www.enmsf.com/                                              |
| ニューメキシコ州     | サザン・ニューメキシコ・ステート・フェア             | ラスクルーセス                                 | http://www.snmstatefairgrounds.net/                                |
| ニューメキシコ州     | ノーザン・ナバホ・ネイション・フェア                 | シップロック（ファーミントン都市圏）           | http://northernnavajonationfair.org/                               |
| ニューヨーク州       | グレート・ニューヨーク・ステート・フェア             | シラキュース                                   | http://nysfair.ny.gov/                                             |
| ネバダ州             | ネバダ・ステート・フェア                             | カーソンシティ                                 | http://www.nevadastatefair.org/                                    |
| ネブラスカ州         | ネブラスカ・ステート・フェア                         | グランドアイランド                             | http://www.statefair.org/                                          |
| ノースカロライナ州   | ノースカロライナ・ステート・フェア                   | ローリー                                       | http://www.ncstatefair.org/2016/index.htm                          |
| ノースカロライナ州   | ノースカロライナ・マウンテン・ステート・フェア       | フレッチャー（アシュビル都市圏）               | http://www.wncagcenter.org/p/mountainstatefair                     |
| ノースダコタ州       | ノースダコタ・ステート・フェア                       | マイノット                                     | http://www.center.ndstatefair.com/                                 |
| バージニア州         | ステート・フェア・オブ・バージニア                   | ドズウェル（リッチモンド都市圏）               | http://www.statefairva.org/                                        |
| バーモント州         | バーモント・ステート・フェア                         | ラトランド                                     | http://www.vermontstatefair.org/                                   |
| ハワイ州             | ハワイ・フィフティース・ステート・フェア             | ホノルル                                       | http://ekfernandezshows.com/events/206                             |
| フロリダ州           | フロリダ・ステート・フェア                           | タンパ                                         | http://www.floridastatefair.com/                                   |
| ペンシルベニア州     | ペンシルベニア・ファーム・ショー                     | ハリスバーグ                                   | http://www.farmshow.state.pa.us/                                   |
| マサチューセッツ州   | ザ・ビッグE                                          | ウェストスプリングフィールド                   | http://www.thebige.com/                                            |
| ミシガン州           | ミシガン・ステート・フェア                           | ノバイ（デトロイト都市圏）                     | http://www.michiganstatefairllc.com/home                           |
| ミシガン州           | アッパー・ペニンシュラ・ステート・フェア             | エスカナバ                                     | http://www.upstatefair.org/                                        |
| ミシシッピ州         | ミシシッピ・ステート・フェア                         | ジャクソン                                     | http://msfair.net/                                                 |
| ミズーリ州           | ミズーリ・ステート・フェア                           | セダリア                                       | http://www.mostatefair.com/                                        |
| ミズーリ州           | ノースウェスト・ミズーリ・ステート・フェア           | ベサニー                                       | http://www.nwmostatefair.com/                                      |
| ミネソタ州           | ミネソタ・ステート・フェア                           | セントポール                                   | http://www.mnstatefair.org/                                        |
| メイン州             | スカウヒーガン・ステート・フェア                     | スカウヒーガン                                 | http://www.skowheganstatefair.com/                                 |
| メイン州             | フライバーグ・フェア                                 | フライバーグ                                   | http://www.fryeburgfair.org/                                       |
| メイン州             | バンゴー・ステート・フェア                           | バンゴー                                       | http://www.bangorstatefair.com/                                    |
| メリーランド州       | メリーランド・ステート・フェア                       | ルーサービル・ティモニウム（ボルチモア都市圏） | http://www.marylandstatefair.com/                                  |
| モンタナ州           | モンタナ・ステート・フェア                           | グレートフォールズ                             | http://goexpopark.com/montana-state-fair/                          |
| ユタ州               | ユタ・ステート・フェア                               | ソルトレイクシティ                             | http://www.utahstatefair.com/                                      |
| ルイジアナ州         | ステート・フェア・オブ・ルイジアナ                   | シュリーブポート                               | http://www.statefairoflouisiana.com/                               |
| ルイジアナ州         | グレーター・バトンルージュ・ステート・フェア         | バトンルージュ                                 | http://www.gbrsf.com/                                              |
| ルイジアナ州         | ケイジャン・ハートランド・ステート・フェア           | ラファイエット                                 | http://www.cajundome.com/chsf.aspx                                 |
| ワイオミング州       | ワイオミング・ステート・フェア・アンド・ロデオ       | ダグラス                                       | http://www.wystatefair.com/                                        |
| ワシントン州         | ワシントン・ステート・フェア                         | ピュアラップ（シアトル・タコマ都市圏）         | http://www.thefair.com/                                            |
| ワシントン州         | セントラル・ワシントン・ステート・フェア             | ヤキマ                                         | http://www.statefairpark.org/p/central-wa-state-fair               |
| ワシントン州         | エバーグリーン・ステート・フェア                     | モンロー（シアトル・タコマ都市圏）             | http://www.evergreenfair.org/                                      |
| ワシントン州         | ノースウェスト・ワシントン・フェア                   | リンデン                                       | http://nwwafair.com/                                               |

## 註
1. ↑  Skowhegan State Fair History. Skowhegan State Fair. 2016年10月9日閲覧.
2. ↑  Bell, Dawson. "Granholm Cuts State Fair from Budget". Detroit Free Press. 2009年10月30日.
3. ↑  Bell, Dawson. "It's Official: State Fair a Goner". Detroit Free Press. 2009年10月30日.